# 林森之亂
林森之亂是越南阮朝紹治年間發生的一場叛亂。
林森（Lâm Sâm），又稱裟森（Sa Sâm），是南圻的一位僧人。紹治元年（1841年）三月，他在茶榮糾集一群和尚起兵反對阮朝統治，並攻佔茶榮縣城。其黨羽中有高棉族僧人，善於使用妖術惑眾，許多當地土人歸附於他。阮朝官軍久攻不克。六月，阮進林率軍進剿，收復茶榮縣城。官軍大舉進剿，冬十月，阮進林、阮知方、阮公著等大破林森於參都，叛軍大敗而走。部將堅烘、陳烘、石突投降，被誅殺。不久，林森也被擒獲誅殺。